# 格林岑多夫
格林岑多夫是奥地利下奥地利州根瑟恩多夫县的一个市镇。总面积10.44平方公里，总人口242人，人口密度23.2人/平方公里（2005年）。